# بيتر كيربي
بيتر كيربي هو متزحلق جبال الألب كندي، ولد في 17 ديسمبر 1931 في مونتريال في كندا.

## وصلات خارجية
- بيتر كيربي على موقع أوليمبيديا (الإنجليزية)
- بيتر كيربي على موقع اللجنة الأولمبية الكندية (الإنجليزية)
- بيتر كيربي على موقع قاعة كندا للمشاهير الرياضية (الإنجليزية)
- بيتر كيربي على موقع قاعة كيبيك للمشاهير الرياضية (الفرنسية)